# Фриш, Эдуард Васильевич
Эдуард Васильевич Фриш (26 января [7 февраля] 1833, Рига — 31 марта [13 апреля] 1907, Санкт-Петербург) — государственный деятель Российской империи, действительный тайный советник (15.05.1883), статс-секретарь (01.01.1887), председатель Государственного совета в 1906—1907 годах.

## Биография
Происходил из дворянского рода Фришей. По окончании, с золотой медалью, Императорского училища правоведения в 1853 году проступил на государственную службу.
В 1853—1857 годах — на службе в Правительствующем Сенате. Затем был астраханским губернским прокурором. В 1860 году был назначен обер-секретарём 2-го департамента Сената, в 1862 году — начальником 4-го департамента Сената. В 1866—1870 был товарищем обер-прокурора, а в 1870—1872 обер-прокурором Уголовного кассационного департамента Сената; в это время он был членом комиссий: для составления проекта постановлений, определяющих взыскание за насильственное лишение жизни (1870—1871), об устройстве каторжных работ (с 1871), по составлению общего проекта по преобразованию тюремной части (с 1872), для пересмотра действующих узаконений о противозаконных сообществах (с 1872). В 1872 году назначен исполняющим должность обер-прокурора Общего собрания кассационных департаментов Сената. В 1873 году входил в состав комитета для окончательного обсуждения проекта о преобразовании тюремной части; 14 июля 1874 года назначен сенатором.
Товарищ министра юстиции — в 1876—1883 годах. С 1879 — член Совета по тюремным делам. В 1881 году возглавил редакционную комиссию комитета для выработки проекта нового Уголовного уложения, а в 1882 году вошёл в состав комитета для составления проекта Гражданского уложения.
Член Государственного совета с 1883 года, возглавлял различные департаменты и рабочие группы этого ведомства. В 1883—1893 годах главноуправляющий кодификационным отделом при Государственном Совете. Член-учредитель Юридического общества при Санкт-Петербургском университете (1887) и его почётный член (1902).
С 1 января 1887 года статс-секретарь. С 1900 года — член постоянной палаты Международного третейского суда со стороны России. Участвовал в работе существовавших в 1905—1906 годах Особых совещаний по разработке узаконений о Государственной думе и Государственном совете. По поручению императора Николая II открывал заседание Первой Государственной думы. С 20 мая 1906 года — председатель Государственного Совета.
Умер 31 марта (13 апреля) 1907 года в Санкт-Петербурге. Похоронен на Волковском лютеранском кладбище.

## Награды
российские:
- Орден Святого Владимира 3-й степени (03.10.1868)
- Святого Станислава 1-й степени (19.11.1870)
- Орден Святой Анны 1-й степени с императорской короной (01.01.1874)
- Орден Святого Владимира 2-й степени (01.01.1876)
- Орден Белого орла (04.06.1878)
- Орден Святого Александра Невского (19.02.1880)
- Бриллиантовые знаки к ордену Святого Александра Невского (01.01.1891)
- Орден Святого Владимира 1-й степени (14.05.1896)
- Единовременно 50 тыс. руб. (14.02.1903)
- Орден Святого Андрея Первозванного (13.05.1903)
- Знак отличия беспорочной службы за XL лет (22.08.1895)
- Знак отличия беспорочной службы за L лет (22.08.1904)
- Высочайший рескрипт (24.04.1906)

иностранные:
- черногорский орден князя Даниила I 1-й степени (1881)

## Семья
Женился 2 июня 1862 года на Ольге Густавовне (Ольга Луиза) фон Гаугер (1840—1930). Их дети:
- Владимир (1863—1931)
- Мария (Мария София) (1865—1933), замужем за князем (с 1916) Владимиром Анзельмовичем Лыщинским (с 1915 — князь Лыщинский-Троекуров), гофмейстером (1907), статс-секретарем Государственного Совета (1907—17)
- Ольга (Ольга Паулина) (1868 — не ранее 1907), замужем за Карлом Карловичем Миллером
- Елизавета (Елизавета Доротея) (1870 — не ранее 1907)
- Евгения (Евгения Доротея) (1873 — не ранее 1907)
- Екатерина (1877—1887).